# Gwangyang
Gwangyang est une ville de Corée du Sud située dans la province du Jeolla du Sud. On y met en place une zone franche. La ville accueille de très importantes aciéries et un port dynamique.

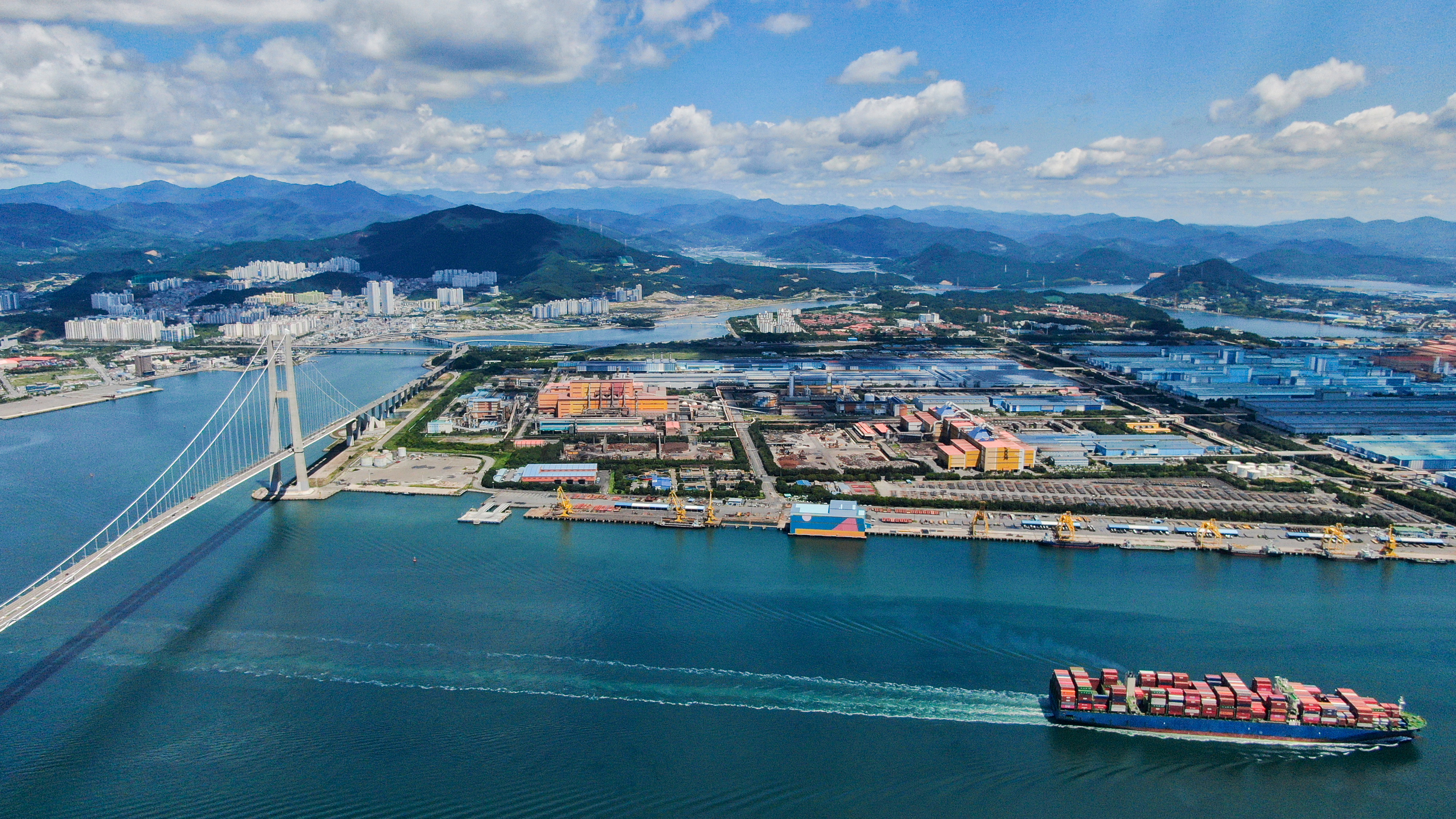
Un terminal maritime POSCO devant, avec la ville à gauche (2021)

## Jumelages
- Songpa-gu (Corée du Sud)
- Pohang (Corée du Sud)
- District de Hadong (Corée du Sud)
- Linz (Autriche)
- Dalian (Chine)
- Shenzhen (Chine)
- Chengdu (Chine)